# John Andrén
John Albert Andrén, född den 27 februari 1897 i Ystad, död den 2 oktober 1965 i Storkyrkoförsamlingen i Stockholm, var en svensk bibliotekstjänsteman,  militär, boksamlare och donator. Han var son till bankdirektören Jöns Andrén och hans hustru Christina, född Ekelin samt gift med jur. kand. Astrid Andrén, född Holmquist.
Efter officersexamen vid Karlberg 1918 blev Andrén officer i kavalleriets reserv, där han 1939 erhöll ryttmästares grad. Under andra världskriget tjänstgjorde han som regementskvartermästare vid T2 i Skövde. Efter kriget stannade han permanent i det militära och innehade olika tjänster vid Centrala värnpliktsbyrån.
Civilt studerade Andrén under mellankrigstiden bland annat juridik i Stockholm och blev efter avlagd kansliexamen anställd vid Kungliga biblioteket. Han tillbringade också långa perioder på resa, inte minst i England där han även bedrev studier vid British Museum och University College.
Redan i början av 1920-talet hade Andrén påbörjat sin bibliofila bana. Han kom att bygga upp ett stort privatbibliotek, inriktat inte minst på Oscar Wilde men även på andra mer eller mindre samtida författare och konstnärer som  Aubrey Beardsley, T. E. Lawrence och Wacław Niżyński. Vid sin bortgång 1965 testamenterade han sin samling till Ystads bibliotek. I donationen ingick även ett större pengabelopp till biblioteket för att detta skulle kunna fortsätta att "uppbygga en komplett Oscar Wilde-samling, som med tiden bör bliva unik i Sverige, kanske även i Europa".
Andrénsamlingen uppgår numera till 3 800 volymer, vilka förvaras i ett särskilt rum i biblioteket. Samlingen förvaltas av en särskild stiftelse vid namn Ryttmästare John Andréns Stiftelse. Enligt donators testamente skall stiftelsens styrelse en gång om året "på stiftelsens bekostnad aväta ’a splendid dinner with delightful dishes’ […] varvid ordföranden (professorn!) skall på engelska med lätta ord skildra staden Ystads ålderdomliga skönhet, den engelska litteraturens förbryllande rikedom och Oscar Wildes kvickhet".
Böckerna i Andrénsamlingen får bara läsas på plats, inte lånas ut. Det är noga angivet i Andréns testamente: "Avsikten härmed är att söka tvinga forskare eller liknande att besöka staden Ystad under kortare eller längre tid för studier på stället, varigenom Ystad, i någon mån i varje fall, torde tillföras ej mindre inkomster än en viss ryktbarhet."
Tyvärr har inte forskarna hittat till Ystad i den omfattningen som Andrén hoppades på. År 2001 beslutade styrelsen för stiftelsen att låta indexera samlingens böcker, för att göra den mer lättillgänglig för användarna. Uppdraget gick till två biblioteksstudenter vid Lunds universitet. De skrev en magisterexamen om hur indexeringen borde gå till. Ämnesorden är sökbara i Ystads bibliotekskatalog.